# 1995 XH1
1995 XH1 är en asteroid i huvudbältet som upptäcktes 15 december 1995 av den japanska astronomen Takao Kobayashi vid Ōizumi-observatoriet.
Asteroiden har en diameter på ungefär 4 kilometer.